# Siwakorn Jakkuprasat
Siwakorn Jakkuprasat (thailändisch พัชรพล อินทนี; * 23. April 1992 in Bangkok) ist ein thailändischer Fußballspieler.

## Karriere

### Verein
Siwakorn Jakkuprasat erlernte das Fußballspielen in der Jugendmannschaft des damaligen Erstligisten Port FC aus Bangkok. Hier unterschrieb er 2011 auch seinen ersten Profivertrag. Für Port stand er bis 2012 24 Mal auf dem Platz. 2013 wechselte er zum Ligakonkurrenten Muangthong United. 2014 wurde er an den ebenfalls in der Thai Premier League spielenden Police United ausgeliehen. Am Ende der Saison musste er mit Police in die zweite Liga absteigen. Bei seinem Jugendclub Port FC unterschrieb er 2015 einen Vertrag. 2019 stand er mit Port im Finale des FA Cup, dass Port mit 1:0 gegen den Erstligisten Ratchaburi Mitr Phol aus Ratchaburi gewann. Im Juli 2022 wechselte er auf Leihbasis in die zweite Liga. Hier schloss er sich dem Customs United FC an. Für den Hauptstadtverein absolvierte er 14 Zweitligaspiele. Nach der Hinserie 2022/23 kehrte er im Januar 2023 zum Port FC zurück. Nach insgesamt 147 Erstligaspielen für Port wurde sein Vertrag im Sommer 2023 nicht verlängert. Im Juni 2023 schloss er sich dem ebenfalls in der ersten Liga spielenden Ratchaburi FC an.

### Nationalmannschaft
Von 2012 bis 2015 spielte Siwakorn Jakkuprasat zweimal in der U-23-Nationalmannschaft. 
2019 stand er zweimal im Kader der thailändischen Nationalmannschaft ohne jedoch eingesetzt zu werden.

## Erfolge

### Verein
Port FC
- Thailändischer Pokalsieger: 2019

### Nationalmannschaft
Thailand U23
- SEA Games: 2015